# لقمان سرخسی

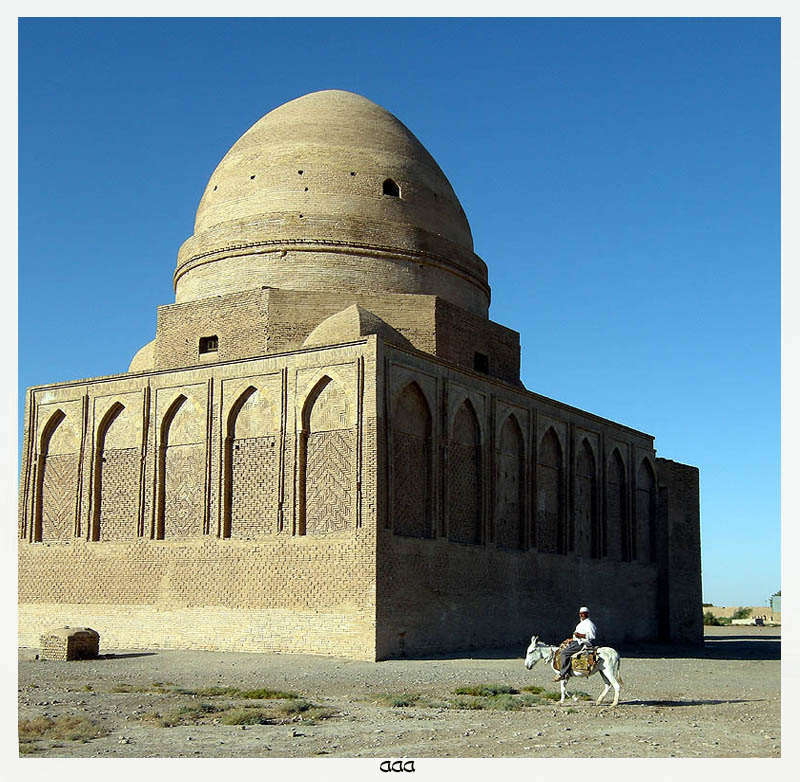
نمایی آرامگاه لقمان سرخسی

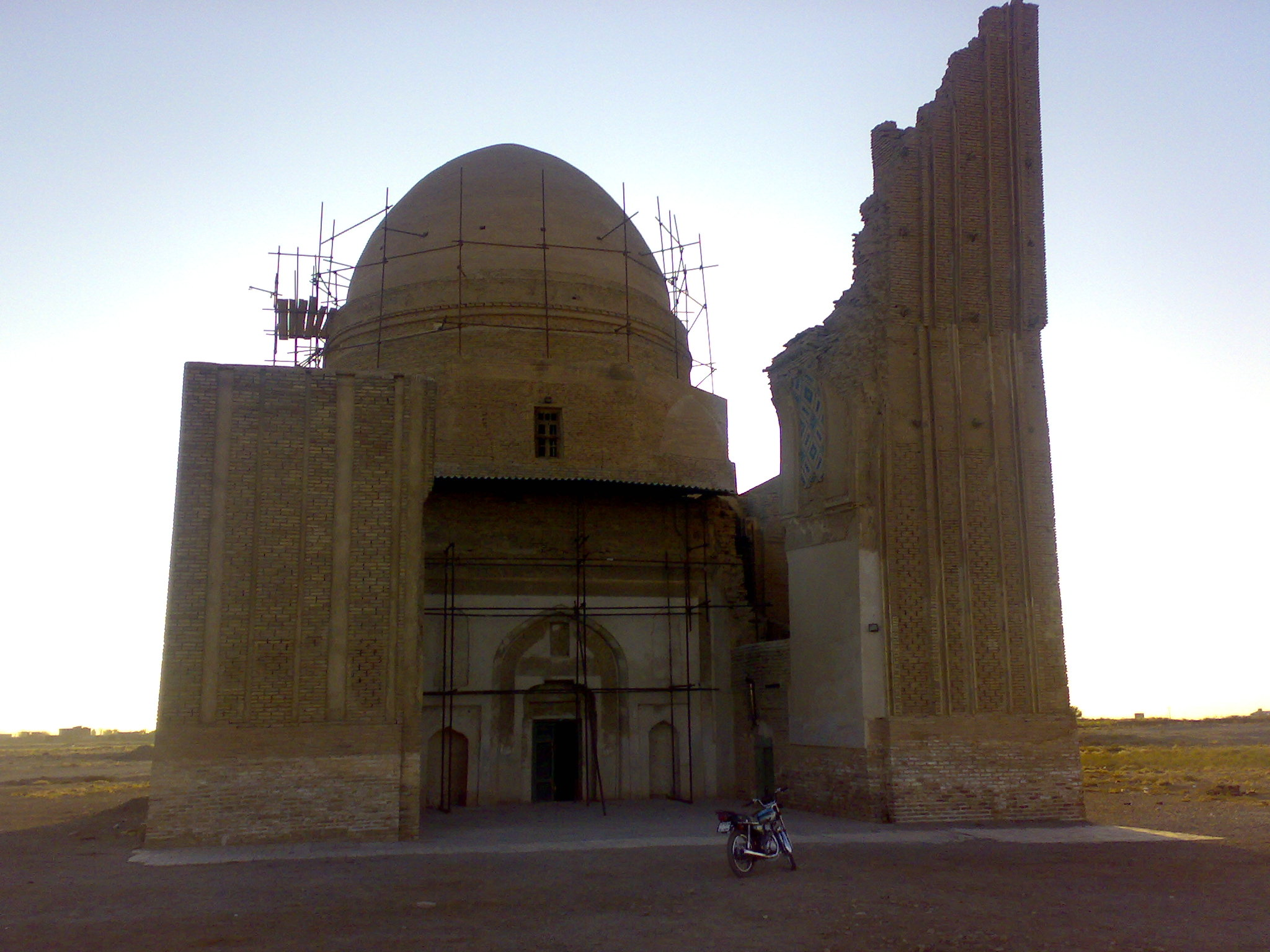
نمای دیگری از آرامگاه

لُقمان، یکی از عقلای مجانین و عرفای قرن چهارم هجری اهل سرخس خراسان و معاصر ابوسعید ابوالخیر می‌باشد. آرامگاه بابا لقمان در یک کیلومتری شمال شهر سرخس قرار دارد.
از بناهای قدیمی سرخس که هنور باقی است بنای عظیم و پرشکوه (ولی مخروبه) مقبره بابا لقمان همان لقمان سرخسی عارف شوریده عصر ابوسعید است. بعضی ساختمان کنونی مزار بابا لقمان را اثری از عصر سلجوقی می‌دانند و بعضی مانند پوپ از بناهای قرن هشتم تصور کرده‌اند.
ابن بطوطه درباره لقمان گفته‌است: «ازمشهد به سرخس رفتیم که شیخ لقمان سرخسی از مردم آن شهر بوده‌است.»
درکتاب اسرار التوحید صفحه ۱۶۳ آمده‌است: «لقمان سرخسی در ابتدا مجاهده بسیار داشت و معامله با احتیاط. ناگاه کشفی افتادش و عقلش برفت. گفتند لقمان آنچه بود و این چیست؟ گفت هرچند بندگی کردم بیش می‌بایست، درماندم و گفتم الهی پادشاهان را چون بنده پیر شود آزادش می‌کنند، تو پادشاه عزیزی و در بندگی تو پیر گشتم آزادم کن. گفت ندایی شنیدم که گفتند ای لقمان آزادت کردیم و نشان آن این بود که عقل از تو برگیریم. پس وی از عقلای مجانین بوده‌است.»
و از شیخ ابوسعید ابوالخیر روایت کرده‌اند که: «یک روز از پیش خواجه ابوعلی می‌آمد و به شارستان سرخس رسید، لقمان مجنون بر تلی از خاکستر نشسته بود.» ابوسعید بسیار گفتی که: «لقمان آزاد کرده حق است از امر و نهی.»
شیخ عطار نیشابوری از زبان لقمان سرخسی می‌گوید:
| گفت لقمان سرخسی کای اله |  | پیرم و سرگشته و گم کرده ره |

از مشاهیر معاصر با لقمان، می‌توان از شیخ ابوسعیدابی الخیر و شیخ ابوالفضل سرخسی را نام بردو عطارنیشابوری درتذکره الاولیاءاز وی یادکرده‌است.
ازابوسعید درسرخس پرسیدند که ظریف کیست؟
شیخ گفت: در شهر شما لقمان.
در روح الارواح سمعانی آمده: آورده‌اند که لقمان سرخسی را وقتی موی بر سر دراز گشته بود، بر خاطرش گذشت که کاشکی درمی بودی که به گرمابه شدمی و موی باز کردمی. هنوزش این آواز به خاطر نیامده بود که جملهٔ صحرا زر دید. لقمان دیده فرا کرد و با خود گفت:
| گر من سخنی بگفتم اندر مستی |  | اشتر به قطار ما چرا دربستی |

## جستار
آرامگاه بابا لقمان